# 스페셜올림픽코리아
스페셜올림픽코리아는 발달장애인(지적, 자폐성)의 스포츠 활동 지원을 목적으로 2008년 1월 25일 설립된 대한민국 문화체육관광부 소관의 사단법인이다. 2015년에 한국스페셜올림픽위원회와 한국지적장애인스포츠연맹과 통합되며 스페셜올림픽코리아로 단체명이 변경되었다. 사무실은 서울특별시 강남구 강남대로132길 53 성신빌딩 4층에 있다. 2년에 한번씩 동,하계로 번갈아 가며 개최되는 스페셜 올림픽에 대한민국 국가대표 선수단을 파견하고 있다.

## 주요 사업
- 국제대회 참가- 스페셜올림픽, INAS 글로벌게임 및 각종 종목별 국제대회 참가
- 국내대회 개최- 스페셜올림픽코리아 전국 동·하계 대회 개최
- 장애인과 비장애인이 함께 참여하는 통합체육 활동 지원
- 장애인 인식개선을 위한 슈퍼블루 마라톤 개최
- 국제 스페셜 뮤직&아트 페스티벌 개최
- 국내외 문화예술 공연 참가 지원
- 전문지도사 양성을 위한 세미나 및 경기종목 강습회 개최
- 전국 11개의 시도지부(서울,대구,인천,대전,경기,강원,충북,전남,경북,경남,제주) 운영
- 등록선수 약 1만2천 명, 등록 아티스트 600여 명 활동 중(2019년 기준)